# توسل به ترس
توسل به ترس (به لاتین: argumentum ad metum یا argumentum in terrorem) مغالطه‌ای است که در آن فرد تلاش می‌کند که حمایت از نظر خود را با ایجاد ترس و غرض‌ورزی به سمت رقیب ایجاد کند. این نوع از مغالطه در سیاست و بازاریابی امری عادیست.

## مثال
یا الف درست یا ب
ب ترسناک است
بنابراین الف درست است.